# Ernesto Mascheroni
Ernesto Mascheroni (21 de novembre de 1907 - 3 de juliol de 1984) fou un futbolista uruguaià.
Va formar part de l'equip uruguaià a la Copa del Món de 1930, sent el més longeu dels participants d'aquell equip. Va jugar a l'Inter de Milà i disputà dos partits amb la selecció italiana.